# Marbla haplora
Marbla haplora är en fjärilsart som beskrevs av Collenette 1954. Marbla haplora ingår i släktet Marbla och familjen tofsspinnare. Inga underarter finns listade i Catalogue of Life.